# Hamida Barmaki
Prof. Hamida Barmaki (4. januar 1970 – 28. januar 2011) var en kendt afghansk juraprofessor og menneskerettighedsaktivist. Hun og hele hendes familie blev dræbt i et selvmordsangreb.

## Akademisk karriere
Hamida Barmaki blev født i Kabul d. 4. januar 1970. Efter at have dimitteret fra Ariana High School i Kabul (1977-1987) studerede hun jura ved fakultetet for jura og statskundskab på universitetet i Kabul. Hendes fremragende resultater gjorde det muligt for hende at blive en af de første kvinder i Afghanistan, som gjorde juridisk karriere. For at lære mere om juraen i praksis fulgte hun statsadvokatens efteruddannelse i perioden 1990-1991, før hun vendte tilbage til universitetet i Kabul som juraprofessor (1992-2011).
Hendes primære akademiske interesse var de grundlæggende spørgsmål inden for den borgerlige ret. Hamida Barmaki var en af de få afghanske forskere, som dybdegående havde studeret både de islamiske og de romersk-tyske retskilder, der udgør grundlaget for Afghanistans blandede retssystem. Hendes værker omfatter talrige akademiske artikler og bøger på dari, herunder en afhandling om ”Fortolkningen af love” (Kabul Universitet, 2002) og en kandidatafhandling på engelsk (Bologna Universitet, ikke-udgivet, 2004). Hendes sidste værk, en stor bog om obligationsret, bliver færdiggjort af akademiske fæller. Formålet med Hamida Barmakis akademiske virke var at give en grundig forståelse af det komplekse juridiske system i Afghanistan. For at opnå dette brugte hun ikke kun de klassiske fortolkningsmetoder inden for islamisk og sekulær ret, men beroede tillige på komparativ juridisk analyse som et redskab til at finde løsninger på juridiske problemer fra andre retssystemer. Hun studerede den nødvendige litteratur på dari, engelsk og arabisk. På universitetet var hun beundret af sine studerende og kollegaer for sine analytiske evner og sit tålmodige og venlige indstilling over for alle, hun mødte.
Udover at dimittere fra fakultetet for jura og statskundskab på universitetet i Kabul tog professor Barmaki en kandidatgrad i udvikling, innovation og forandring (MiDic) ved universitetet i Bologna, Italien.  I december 2010 modtog hun et stipendium til en juridisk doktorgrad fra Max Planck Institute for Comparative and International Private Law (Hamborg, Tyskland). Ved sit eget fakultet kæmpede Hamida Barmaki for at oprette et LL.M program, da hun anså det for at være et essentielt redskab til at udvikle en ny generation af elitejurister, som der er hårdt brug for i Afghanistan.

## Politisk virke
Ved siden af sin akademiske karriere var Hamida Barmaki aktivt optaget af menneskerettigheder fra en ung alder. Allerede som ung vært på Radio Television Afghanistan (1985-1987) udviklede hun en særlig interesse for kvinderettigheder. Under borgerkrigen i Afghanistan skrev hun et essay med titlen ”Kvinders rolle i den sociale genopbygning af Afghanistan” (Afghanistan-i-Fardah pjece, 1993). Hun kombinerede sit akademiske virke med en ikke-voldelig, opslidende politisk kamp for at fremme rettighederne for de mest udsatte i det afghanske samfund. Efter Taliban-regimets fald kunne hun arbejde offentligt og var omgående udnævnt til en række betydningsfulde stillinger. Hun tjente som medlem af Kvinderådet på universitetet i Kabul (2002-2011), som repræsentant i de såkaldte undtagelsesstorjirga (2002) og fredsjirga (2009). Hun grundlagde tillige sin egen menneskerettighedsorganisation, ”Khorasan Legal Service Organisation”, i 2009. KLSO sigtede primært til at fremme befolkningens bevidsthed om deres rettigheder samt tilbyde gratis juridisk hjælp til kvinder og andre marginaliserede grupper.  Samme år blev hun af præsidentpaladset nævnt som en mulig kandidat til posten som minister for kvindeanliggender.
Fra marts 2008 til sin død arbejdede Hamida Barmaki som repræsentant for Max Planck Institute for Comparative Public Law and International Law (MPIL),  et forskningsinstitut beliggende i Heidelberg (Tyskland). Sammen med et afghansk-tysk hold af forskere tog hun initiativ til og implementerede projekter, som havde til formål at modernisere the juridiske institutioner i landet, særligt den afghanske højesteret, udvikle en akademisk kultur på internationalt niveau i retsvidenskaben samt forbedre den eksisterende lovgivning.
Andre betydningsfulde stillinger omfatter projektkoordinator for Institut International Pour Les Études Comparatives (IIPEC),  leder af National Center for Policy Research ved fakultetet for jura og statskundskab på universitetet i Kabul (2006-2008), juridisk rådgiver for Afghanistan Research and Evaluation Unit (AREU), direktør for Women’s Islamic Rights Awareness Program of The Asia Foundation (2004), programbestyrer for Afghan Women Lawyers' Council (2003-2004), medlem af UNIFEM Gender and Law Commission (2003-2004) samt vicedekan for fakultetet for jura og statskundskab (2002).

## Børnerettighedskommisær for AIHRC
I 2009 blev Hamida Barmaki udpeget til børnerettighedskommisær for Afghanistans Uafhængige Menneskerettighedskommission (AIHRC), mens hun stadig udførte sine opgaver for Max Planck Instituttet. Gennem sin nye stilling opnåede hun et nationalt såvel som internationalt ry. Hamida Barmaki var dybt optaget af børnenes sårbarhed i det krigshærgede Afghanistan, og hun rejste til mange provinser for at rådføre sig hos AIHRC-folk og efterforske sager. Hun initierede tilmed forskning på området og kritiserede åbent regeringen.  Et af resultaterne var en undersøgelse af børnemisbrug, som indikerede stigende tal.  Umiddelbart efter udgivelsen af undersøgelsen stod Hamida Barmaki for det første MPIL-AIHRC seminar om kvinder og børns rettigheder. Samtidigt begyndte hendes kamp mod rekrutteringen af mindreårige drenge til de afghanske sikkerhedsstyrke, hvor mange af dem bliver misbrugt, og mod skikken bacha bazi (seksuel udnyttelse af drengebørn) at vise resultater. En gensidig aftale mellem repræsentanter fra henholdsvis den afghanske stat og de Forenede Nationer skulle efter planen have været underskrevet to dage efter drabet på Hamida Barmaki. Professor Barmaki var også optaget af spørgsmålet om børneægteskaber. Sammen med civilsamfundsaktivister, akademikere og jurister fra statsinstitutioner havde hun udviklet ægteskabsformularer og andre måder at beskytte mindreårige piger på.
Hamida Barmaki indtog også et klart standpunkt i den løbende debat om relevansen af traditionel sædvaneret i det afghanske retssystem. På baggrund af sin erfaring med mange menneskerettighedssager gjorde hun sig til stærk fortaler for et moderne domstolssystem i vestlig stil, som havde eksisteret indtil den afghanske borgerkrig, og hun opponerede imod forslag om at formalisere traditionelle institutioner og traditionelle former for konfliktløsning, som for eksempel pashtunske jirgaer (stammeråd), som er notoriske for at ignorere kvinder og børns rettigheder.

## Død og eftermæle
Fredag d. 28. januar 2011 blev Hamida Barmaki, hendes mand Dr. Masood Yama (født 1968) – doktor i medicin ved Sardar Mohammad Daoud Khan Hospitalet og direktør for Monitoring and Evaluation of Deputy Minister of Finance for Policy, samt seniorrådgiver for Cluster Secretariat – og deres fire børn Narwan Dunia (født 1995), Wira Sahar (født 1997), Marghana Nila (født 2000) Ahmad Belal (født 2007) dræbt i et selvmordsangreb på supermarkedet ”Finest” in Kabul. 
Mindst to andre blev dræbt ved samme angreb, og 17 mennesker blevet såret.  Blandt de døde var også en ung kvindelig dommer ved navn Najia, datter til Siddiqullah Sahel, som havde mødt Hamida gennem det juridiske træningsprogram organiseret af Max Planck Instituttet (MPIL), som Hamida havde koordineret til støtte for højesteretten i Afghanistan i 2009. Såvel Hezbi Islami som Taliban påtog sig ansvaret for mordet. Dog sagde en mand, som tilstod og blev dømt for sin rolle i angrebet, at han tilhørte Haqqani-netværket.  Angrebet kom fuldstændig uventet, da den slags angreb sjældent sker i weekenden i Afghanistan. Baggrunden for angrebet er stadig uklar: Det kunne have været rettet mod folk fra det privatesikkerhedsfirma Academi (tidl. Blackwater og Xe), mod franske diplomater eller mod en højtstående afghansk politiker. Kommentatorer rettede skarp kritik mod den kendsgerning, at den afghanske regering var åbenlyst involveret i fredsdrøftelser med de samme organisationer, som påtog sig ansvaret for denne ekstreme voldshandling mod civile.
Hamida Barmaki efterlod sig sine forældre Rahimuddin og Anissa, fire søstre og fire brødre, samt sin svigermoder, den navnkundige tidligere senator og medlem af forfatningstilsynsudvalget, juraprofessor Mahbooba Huqoqmal. Flere end totusinde venner og kollegaer kom til Shohada-e Salehin gravplads, da familien blev begravet d. 29. januar 2011, og flere end titusinde mennesker deltog i en mindehøjtidelighed i Kabuls store Id Gah moske. Verdenspressen, herunder New York Times, Frankfurter Allgemeine Zeitung og La Repubblica, reporterede fra begivenheden. AIHRC organiserede en imponerende sørgeceremoni d. 1. februar 2011.  Umiddelbart efter sin død begyndte Hamida Barmaki at blive husket som en ”shahid” (”martyr”). Dog var der også de, som advarede imod brugen af denne term, da den ligeledes bruges af terrororganisationer og dermed ikke afspejler Hamida Barmakis fredelige og tolerante væsen. Det bemærkes, at debatten om hendes eftermæle viser, at hun er blevet et symbol i Afghanistan.
Hendes akademiske fællers planer om at etablere et mindested på campus og et moderne jurabibliotek opkaldt efter hende på universitetet i Kabul blev blokeret af universitet på  trods af, at den tyske regering havde tilbudt den nødvendige finansiering af projektet. Et portræt, som allerede var blevet malet til brug for biblioteket, blev givet til AIHRC.  En anmodning om at få opkaldt rundkørslen foran ”Finest”-supermarkedet efter hende venter på godkendelse fra præsidenten af Afghanistan. Nogle af Hamida Barmakis nærmeste kollegaer grundlagde Hamida Barmaki Organization for the Rule of Law (HBORL) i Kabul. Denne almennyttige NGO blev opkaldt efter hende til ære for hendes enorme dedikation til retssikkerheden og menneskerettighederne i Afghanistan. HBORL blev registreret ved the afghanske økonomiministerium d. 26. juni 2013 (registreringsnr. 2991). Ydermere har Max Planck Foundation for International Peace and Rule of Law opkaldt et akademisk program efter hende og tilbyder et ”Hamida Barmaki ph.d. stipendium” til afghanske jurister, særligt juridiske universitetsundervisere.  HBORL og Max Planck Foundation arbejder tæt sammen. Universiteterne i Leicester (Storbritannien) og Graz (Østrig) har organiseret events for at mindes professor Barmakis engagement i retssikkerhed og menneskerettigheder.
Hendes søster, digteren Abeda Sakhi, skrev ”Haven” i hendes minde.

## Udvalgte udgivelser
- 1991 - Robbery in Criminal Investigation (udgivet af Universitetet i Kabul)
- 1993 - Women’s Role in the Social Reconstruction of Afghanistan (udgivet i Afghanistan-i- Fardah pjece)
- 2002 - Interpretation of Statutes (akademisk afhandling, udgivet af Universitetet i Kabul)
- 2003 - Peaceful Approaches towards Solving Conflicts (artikel, udgivet i ICRC Magazine, Kabul)
- 2004 - Afghan Women’s Political Rights (artikel, udgivet i Human Rights Magazine, Kabul)
- 2004 - Polygamy (artikel, udgivet i Human Rights Magazine, Kabul)
- 2004 - Political Idioms of the Constitution and the Agreement of Bonn (National Centre of Policy Research, Universitetet i Kabul)
- 2004 - Violence against Women (artikel, udgivet i Human Rights Magazine, Kabul)
- 2005 - Women’s Role in the Reconstruction of Afghanistan, Women’s Integration in the Labor Market, Status in Exile and the Development of ICT (kandidatafhandling, Universitetet i Bologna, Italien)
- 2006 - Individual Contracts (artikel, udgivet i Hoquq Magazine of the Faculty of Law and Political Sciences)
- 2006 - Reba and the Reasons of its Prevention (artikel, udgivet i det afghanske justitsministeriums 'Adalat magazine)
- 2006 - Women’s Rights in Islam and Afghanistan's Statutes (pjece, udgivet af The Asia Foundation, Kabul)
- 2007 - Women’s Political Rights in Islam (artikel, udgivet i Hoquq Magazine ved fakultetet for jura og statskundskab)
- 2007/2008 - Causes of Political Instability and Possible Options for its Improvement in Afghanistan (National Centre for Policy Research, Universitetet i Kabul)
- 2008 - Law of Obligations (undervisningspjece, Universitetet i Kabul)